# Poème d'adieu

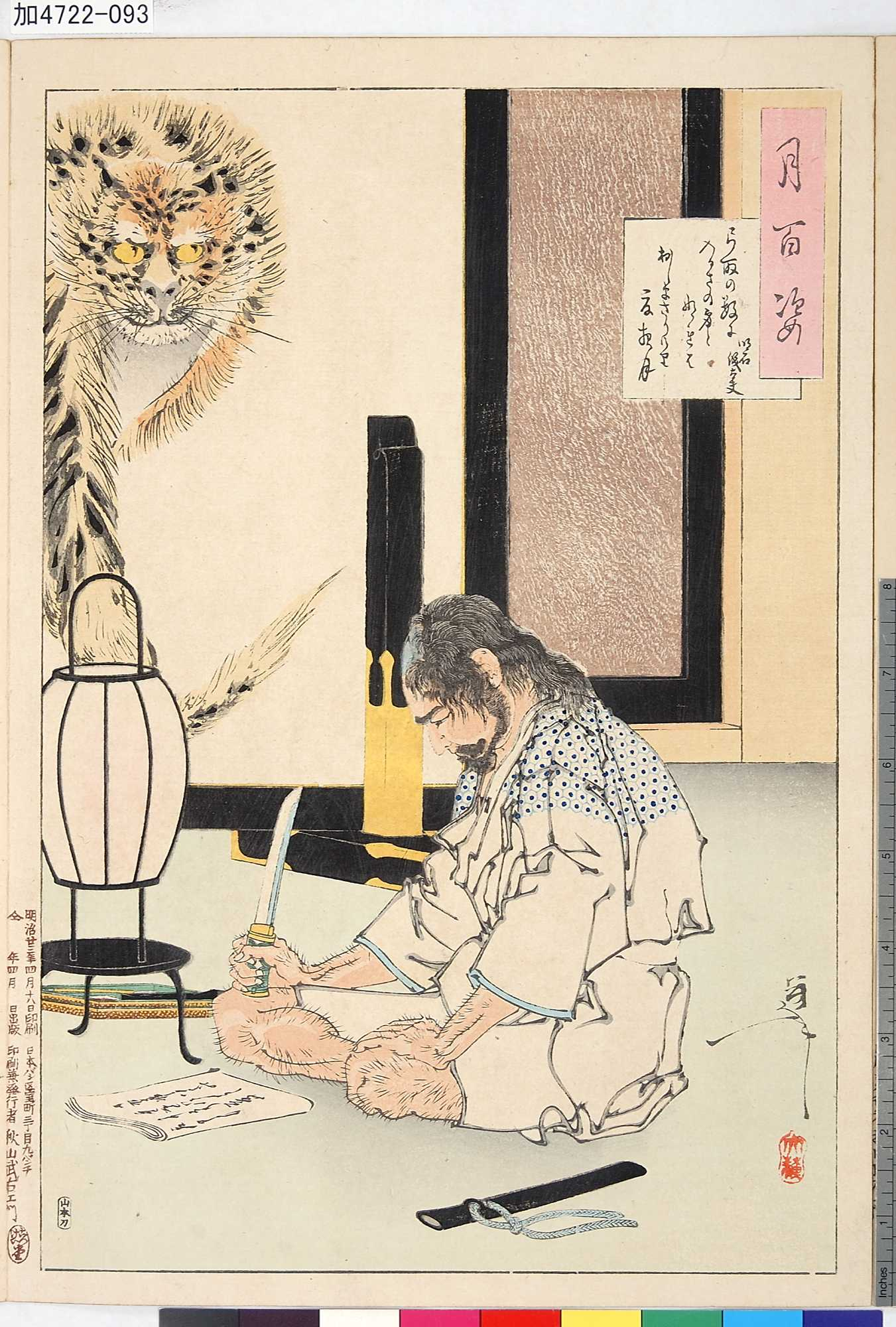
Le général Akashi Gidayū se prépare à commettre seppuku après avoir perdu une bataille pour son maître en 1582. Il est représenté ici en train d'écrire son poème d'adieu, dont une partie est visible dans le coin droit supérieur. Illustration de Tsukioka Yoshitoshi.

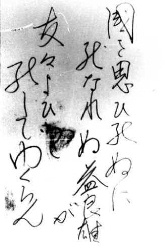
Poème d'adieu d'Hiroshi Kuroki, un soldat japonais qui mourut dans un accident de sous-marin le 7 septembre 1944.

Un poème d'adieu (絶命詩, zetsumei-uta) est un poème écrit peu de temps avant la mort. Dans plusieurs cultures, c'est une tradition pour les intellectuels, particulièrement dans la Corée de la période Joseon et au Japon avec le jisei no ku (辞世の句).

## Poème d'adieu japonais

### Histoire
Les jisei étaient écrits par les moines zen chinois, coréens et japonais (ces derniers écrivaient en kanshi [poésie japonaise composée en chinois], waka ou haiku), et par de nombreux auteurs de haikus. C'était une tradition au Japon pour les personnes cultivées de composer un jisei sur leur lit de mort. L'un des premiers jisei connus fut écrit par le prince Ōtsu exécuté en 686. Pour des exemples de poèmes d'adieu, voir les articles sur le célèbre poète d'haikus Bashō Matsuo, le moine bouddhiste Ryōkan, Ōta Dōkan (bâtisseur du château d'Edo), le moine Sōko Gesshū, et le maître-graveur Tsukioka Yoshitoshi. La coutume s'est perpétuée dans le Japon moderne.
Le 17 mars 1945, le général Tadamichi Kuribayashi, le commandant en chef japonais lors de la bataille d'Iwo Jima, envoie une dernière lettre au quartier-général impérial. Dans le message, le général s'excuse d'avoir échoué à défendre l'île d'Iwo Jima contre les forces américaines supérieures en nombre. En même temps, cependant, il déclare être très fier de l'héroïsme de ses hommes, qui, manquant de ravitaillement, ont été réduits à se battre à coups de poing et de crosses de fusil. Il termine le message avec le traditionnel poème d'adieu.
La tristesse m'envahit car je suis incapable de remplir mon devoir envers mon pays,

Plus de balles ni de flèches

Je, tombant à terre sans revanche,

Renaîtrai pour reprendre mon épée.

Lorsque les mauvaises herbes se déchaineront sur cette île,

Mon cœur et mon âme seront avec le destin de la nation impériale.
Plusieurs personnes ont composé leur jisei en différentes formes. Le prince Ōtsu a utilisé du waka et du kanshi, et Sen no Rikyū du kanshi et du kyōka.
Un poème d'adieu peut parfois ressembler à un testament pour réconcilier plusieurs personnes après un différend.

### Contenu
La poésie a longtemps été un élément essentiel de la tradition japonaise. Les poèmes d'adieu sont généralement gracieux, naturels et émotionnellement neutres, en accord avec les enseignements bouddhistes et shintoïstes. À l'exception des premières œuvres connues, il était mal approprié de mentionner explicitement la mort ; l'on mettait plutôt des références métaphoriques comme le coucher de soleil, l'automne ou la chute des fleurs de cerisier qui suggéraient le caractère éphémère de la vie.
Comme il s'agissait d'un événement unique dans la vie, il était courant d'en discuter avec des poètes reconnus, au préalable, et parfois même très longtemps avant le décès, pour être sûr d'en avoir un le moment venu. Avec le temps, le jisei était parfois réécrit, mais cette réécriture était rarement mentionnée, pour éviter de ternir le legs du défunt.

### Seppuku
Pendant une cérémonie de seppuku (suicide rituel japonais), un des éléments du rituel était l'écriture d'un poème d'adieu, écrit dans le style waka.
En 1970, l'écrivain Yukio Mishima et ses élèves ont composé plusieurs jisei avant leur prise de contrôle ratée de la garnison d'Ichigaya à Tokyo, pendant laquelle ils se sont suicidés de manière traditionnelle.

## Poème d'adieu coréen
Outre les moines bouddhistes coréens, les érudits confucianistes appelés seonbi écrivaient parfois des poèmes d'adieu (절명시). Cependant, les exemples les plus connus sont ceux écrits ou récités par des personnages historiques célèbres qui sont confrontés à une exécution prochaine en raison de leur loyauté envers leur ancien roi ou à cause d'un complot insidieux. Ils sont souvent improvisés, et parlent généralement de loyauté et de fermeté. Les exemples suivants sont encore aujourd'hui appris dans les écoles coréennes en tant que modèle de loyauté. Ils sont écrits dans le style sijo (trois vers de 3-4-3-4 ou des variantes) ou hanja de l'ancien art poétique chinois (五言詩).

### Yi Gae
Yi Gae (en) (이개·, 1417-1456) était l'un des « six ministres martyrs » qui furent exécutés pour avoir comploté dans le but d'assassiner le roi Sajo après que ce dernier eut usurpé le trône à son neveu Danjong. Sejo avait offert son pardon à Yi Gae et Seong Sam-mun s'ils se repentaient de leur crime et acceptaient sa légitimité, mais Yi Gae et tous les autres ont refusé. Il récita le poème suivant dans sa cellule avant son exécution le 8 juin 1456. Dans ce sijo, le mot « seigneur » (임) désigne en fait une « personne aimée ou chérie », faisant référence au roi Danjong. 
방안에 혔는 촛불 눌과 이별하엿관대 

겉으로 눈물지고 속타는 줄 모르는다. 

우리도 천리에 임 이별하고 속타는 듯하여라.
Oh, dans cette pièce éclairée à la chandelle, avec qui es-tu ? 

Tu ne verses pas de larmes et brûle à l'intérieur, et personne ne le remarque.   

Nous partons avec notre Seigneur et brûlons comme toi.